# 大阪市立高倉小学校
大阪市立高倉小学校（おおさかしりつ たかくらしょうがっこう）は、大阪府大阪市都島区高倉町3丁目にある公立小学校。

## 沿革

### 略歴
大阪市城北尋常小学校（現在の大阪市立城北小学校）の学校規模が過大となったため、従来の同校校区を分離し、1936年5月4日に大阪市赤川尋常小学校として現在地に開校した。学校所在地は当時、旭区赤川町の町名だったため、地名をとった赤川尋常小学校を名乗っていた。1941年の国民学校令により、大阪市赤川国民学校に改称した。
1943年4月1日付で大阪市の行政区の分増区と境界整理が全市的に実施されることになった。これに伴い従来の旭区も縮小再編されることになった。従来の旭区のうち城東貨物線以西の地域は、従来の北区の一部と合併する形で都島区となった。また行政区変更と同時に、従来の赤川町のうち都島区になった地域については高倉町へと町名変更を実施した。
町名変更に伴い、翌1944年には大阪市高倉国民学校へと学校名を変更している。
太平洋戦争の戦局悪化により、大阪市を含む大都市の国民学校の児童に対して1944年以降、学童疎開をおこなうよう指示が出された。大阪市では縁故での疎開を原則としたものの、縁故疎開できない児童については学校から集団疎開に参加させることにした。集団疎開先の府県については大阪市が各行政区ごとに指定し、都島区の集団疎開先は石川県と決まった。高倉国民学校の児童は1944年以降、石川県小松市および能美郡根上町・寺井野町・山上村・国府村（いずれも現在の能美市）への疎開を実施している。
1945年6月7日の第三次大阪大空襲では、都島区の家屋の9割近くが被災するなど甚大な被害を受け、学校も鉄筋校舎を残して焼失している。また運動場に1トン爆弾が落下し、大きな穴となっていた。
終戦後の1947年の学制改革により、大阪市立高倉小学校へと改称した。
当時の校区内には1970年代頃から大規模団地の開発が進められた。それに伴い児童数が急増したため、従来の校区を分離し、大規模団地を校区とする小学校として、1981年に大阪市立友渕小学校を分離している。

### 年表
- 1936年5月4日 - 大阪市赤川尋常小学校として、現在地に開校。[1]
- 1941年4月1日 - 国民学校令により、大阪市赤川国民学校に改称。
- 1944年 - 町名変更により、大阪市高倉国民学校に改称。
- 1944年9月 - 国民学校初等科高学年児童の集団疎開に伴い、児童（54名）および引率教員（訓導3名、寮母1名）を石川県能美郡山上村の辰口国民学校にて受け入れ。
- 1945年6月7日 - 大阪大空襲により校舎焼失。
- 1947年4月1日 - 学制改革により、大阪市立高倉小学校に改称。
- 1981年4月1日 - 大阪市立友渕小学校を分離。

## 通学区域
- 大阪市都島区[2]
  - 友渕町2 - 3丁目、高倉町1 - 3丁目、御幸町1 - 2丁目、都島北通1丁目（20番12～20号、22番12号～20号、23番6～29号・31号）・2丁目（9番7～18号、10番、11番13～19号、13番18号、14番、15番8～25号、16～24番）

卒業生は大阪市立高倉中学校に進学する。

## 交通
- Osaka Metro谷町線 都島駅 北東へ約1km。